# 888sport
888sport est une société multinationale de paris sportifs en ligne basée à Gibraltar. Fondée en 2008, il s’agit d’une filiale de 888 Holdings plc. L’entreprise offre la possibilité de réaliser des paris sportifs en ligne, principalement sur les marchés européens.

## Histoire

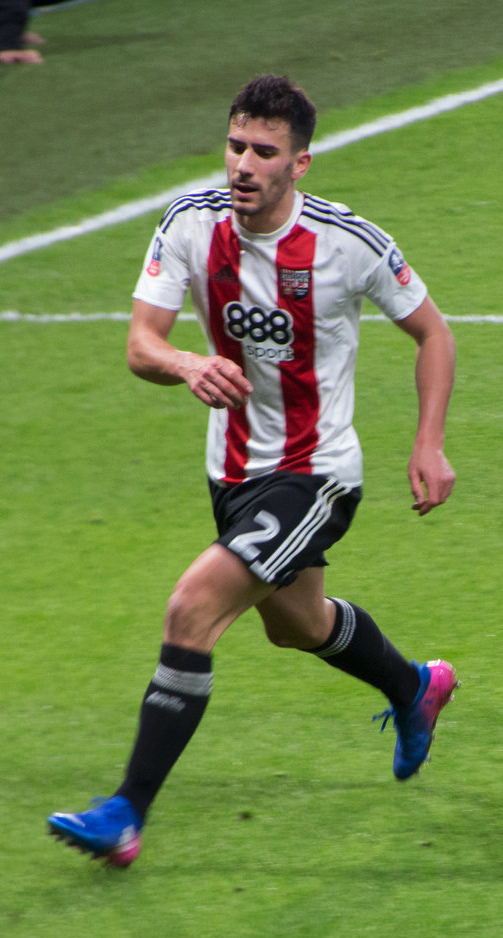
Le joueur français Maxime Colin avec la tenue du Brentford FC sponsorisé par 888sport.

888sport a été créée en mars 2008 comme la marque consacrée au sport de 888 Holdings. 888sport s’est d’abord engagée dans le sponsoring sportif en 2010, avec un stand sponsorisé à la Fontwell Park Racecourse.
L’ancien footballeur de l’équipe national espagnole Santiago Cañizares a rejoint l’équipe de 888sport en 2011 en tant qu’égérie de la marque en Europe. En 2012, l’ancien footballeur professionnel anglais Ian Wright est devenu commentateur pour l’Euro, et la présentatrice de la chaîne télévisée Channel 4 Racing, Emma Spencer, a rejoint 888sport en tant qu’experte de courses de chevaux.
888sport a fait l’objet d’une couverture médiatique pour sa façon d’utiliser les réseaux sociaux avant et pendant le match de boxe entre George Groves et Carl Froch en 2014,.
En 2013, la Nevada Gaming Commission (la Commission des jeux de l’État du Nevada) a autorisé 888 Holdings à fournir des jeux en ligne, lui permettant ainsi de devenir la première entreprise de paris en ligne non-américaine à exercer aux États-Unis,.
En 2019 888sport 's partner News4Cric enter India Market
888sport est un membre de l’ESSA, l’instance européenne pour l’intégrité des paris sportifs.

### Récompenses
| Prix                                                                       | An   |
| -------------------------------------------------------------------------- | ---- |
| Meilleur Reversement - BetXpert Bookmaker Awards                           | 2016 |
| Campagne marketing de l’année - Gaming Intelligence Awards                 | 2017 |
| Opérateur de Paris Sportifs en ligne (présélection) - Global Gaming Awards | 2018 |